# Działalność maklerska
Działalność maklerska – ściśle określone obszary działalności na rynku kapitałowym wymagające w Polsce zezwolenia Komisji Nadzoru Finansowego.
Działalność maklerska polega na:
- przyjmowaniu i przekazywaniu zleceń nabycia lub zbycia instrumentów finansowych,
- wykonywaniu zleceń, o których mowa powyżej, na rachunek dającego zlecenie,
- nabywaniu lub zbywaniu na własny rachunek instrumentów finansowych,
- zarządzaniu portfelami, w skład których wchodzi jeden lub większa liczba instrumentów finansowych,
- doradztwie inwestycyjnym,
- oferowaniu instrumentów finansowych,
- świadczeniu usług w wykonaniu zawartych umów o subemisje inwestycyjne i usługowe lub zawieraniu i wykonywaniu innych umów o podobnym charakterze, jeżeli ich przedmiotem są instrumenty finansowe,
- organizowaniu alternatywnego systemu obrotu.

Działalność maklerska może być prowadzona przez odrębne domy maklerskie lub domy maklerskie afiliowane przy bankach, jednakże wyodrębnione z nich organizacyjnie i finansowo.